# Chiara Amirante
Chiara Amirante (Rim, 20. srpnja 1966., talijanska katolička djelatnica i autorica.
Utemeljiteljica je i predsjednica zajednice Novi obzori, orijentirana je na područje socijalne bijede.
Godine 2003. rimski gradonačelnik Walter Veltroni dodijelio joj je nagradu "Premio Campidoglio". Papa Ivan Pavao II. imenovao je Chiaru Amirante savjetnicom Papinskog vijeća za pastoral selilaca i putnika; papa Benedikt XVI. imenovao ju je savjetnicom Papinskog vijeća za promicanje nove evangelizacije.

## Djela
Napisala više djela, od kojih se ističu:
- Samo ljubav ostaje